# 圣叙尔比斯教堂

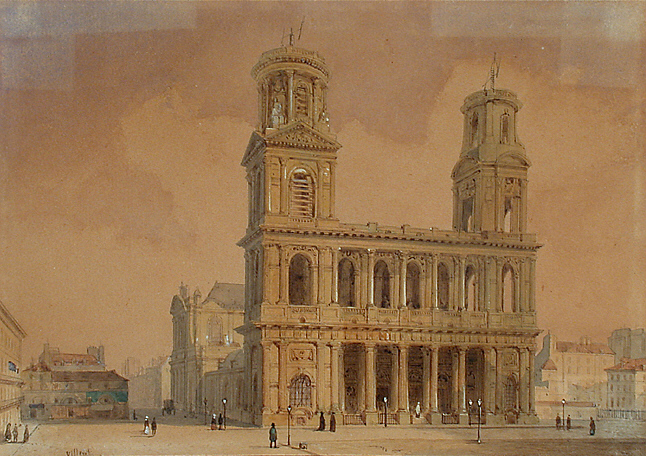
François-Étienne Villeret 的绘画：十九世纪的圣叙尔比斯教堂

圣叙尔比斯教堂（法語：église Saint-Sulpice）是坐落于巴黎第六区的一座天主教教堂。

## 教堂
教堂初建于十三世纪，并于1646年开始重建。奥地利女皇安妮是重建工程的发起者，整个重建工程持续了130多年，很多著名的建筑师相继为重建做出了贡献（加马尔，路易得福，吉塔尔等）。重建工程由于资金问题在1678年到1718年之间中断。
古典式的正门由建筑师塞萬多尼设计，但是它始终没有完工。
同样没有完工的还有1749年建造的南楼（由Oudot de Maclaurin设计）。
相反于南楼，北楼由建筑师夏尔格兰设计，并多次翻修，最终成为了巴黎最著名的灯塔之一。

### 管风琴
圣叙尔比斯教堂的大管风琴同样由建筑师夏尔格兰设计，建造于1776年到1781年，并于1862年得到翻修。

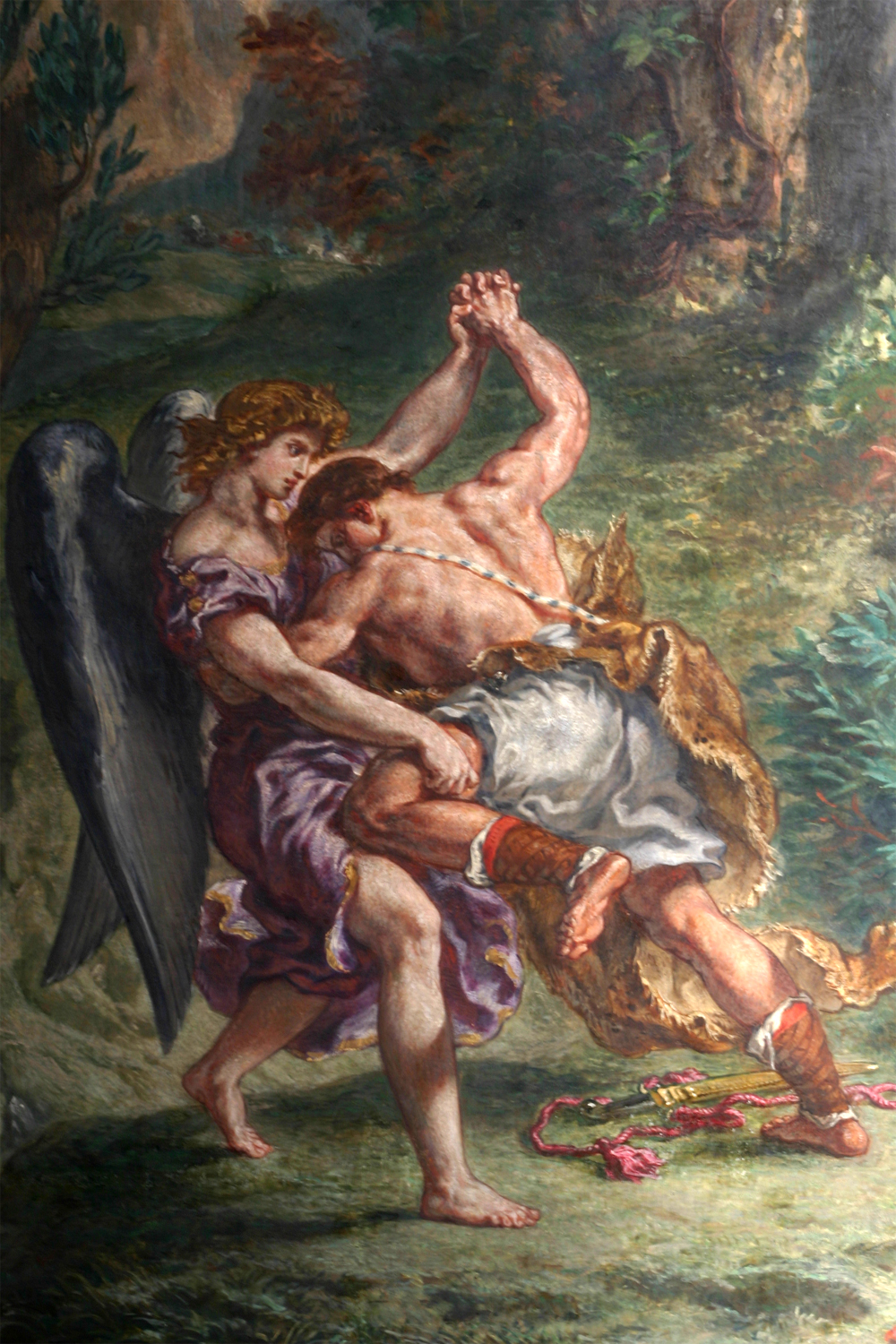
雅各布与天使角力

著名的风琴师有：
夏爾-瑪麗·魏多（1870年到1933年的管风琴主管）和 Marcel Dupré（1934年到1971年的管风琴主管）
圣叙尔比斯教堂的大管风琴是全法国甚至全欧洲最著名的乐器之一，前文提及的两位著名的管风琴师主管了它长达1世纪。现今，人们仍然能在每个星期天听到圣叙尔比斯教堂里悠扬的琴声。

### 圣叙尔比斯日晷
在教堂的北侧，有一个外形方尖碑状的日晷。它由巴黎天文台的学者安装于十八世纪。

### 艺术品
圣叙尔比斯教堂里也珍藏了不少艺术品，著名的有：
- 皮加尔的祈祷台
- 德拉克鲁瓦壁画（包括《雅各布与天使角力》）

## 圣叙尔比斯广场

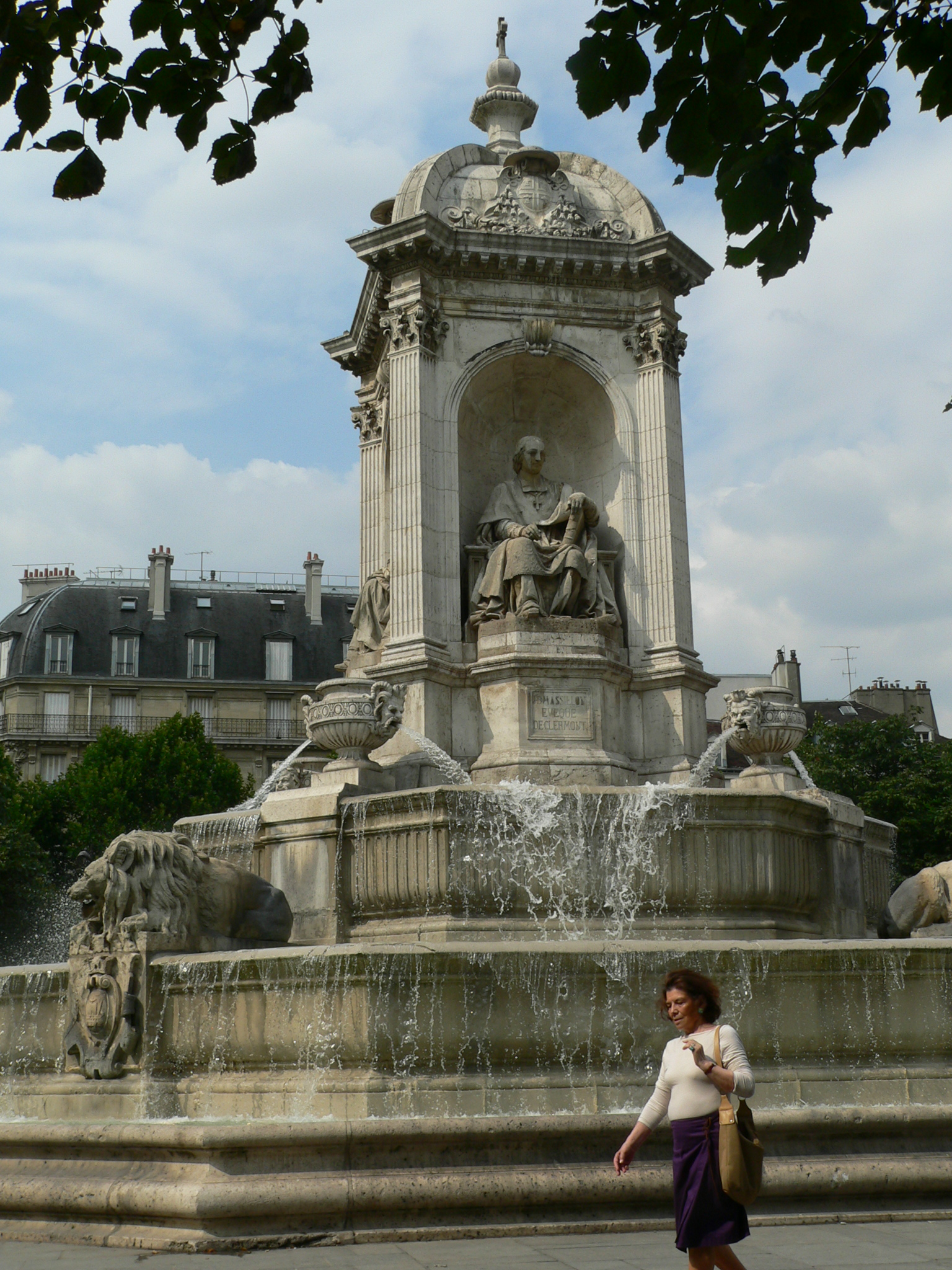
圣叙尔比斯广场喷泉

圣叙尔比斯广场正对教堂的正门，建造于1754年。1844年，在广场中心建造了由Louis Visconti设计的喷泉。喷泉四角的四个雕塑分别用来纪念路易十四时期的四位主教。在当地，这个喷泉也别称为四枢机喷泉，因为这四位主教最终都没能成为枢机，以表达遗憾之意。

## 文学上的借用
- 著名犹太裔作家佩莱克试图在其作品对《巴黎一处衰竭的尝试》（Tentative d'épuisement d'un lieu parisien）中列数所有在圣叙尔比斯广场上发生过的历史事件。

- 圣叙尔比斯教堂是著名畅销小说《达芬奇密码》中的场景之一，小说中虚构说巴黎子午線穿过教堂，使圣叙尔比斯教堂的游客数因此大大增加，但事實上教堂內的經線僅是用作地圖的參考而並非巴黎子午線的一部分。相反于卢浮宫等小说中描述的现实场景，影片《达芬奇密码》并没有得到允许在圣叙尔比斯教堂里拍摄。儘管圣叙尔比斯教堂对《达芬奇密码》一片而言是一个相当重要的地方，而且影片导演朗·霍华德也很想在那里摄制一出夜景戏。然而天主教会公开指责丹·布朗的这部小说，并拒绝了制片方在巴黎著名教堂内进行拍摄。

- 著名作家阿纳托尔·法朗士的小说《堕落天使》中也有发生在圣叙尔比斯教堂中的片断。